# Schneidersbach (Pegnitz)
Der Schneidersbach ist ein etwa 8 km langer linker Zufluss der Pegnitz.

## Geographie

### Flusslauf

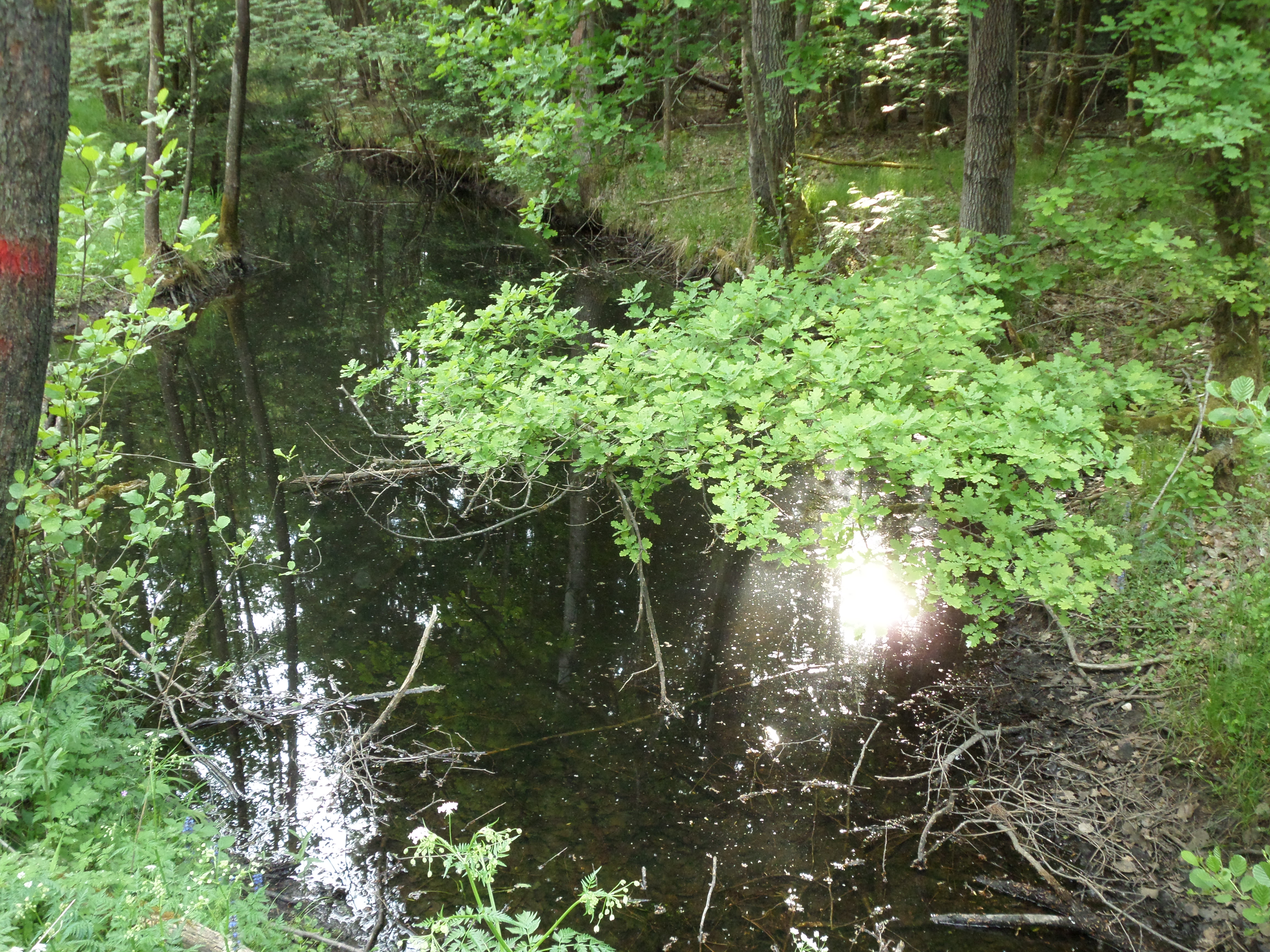
Der Schneidersbach, 2015

Der linke Hauptstrang-Oberlauf Zweibrücklesgraben des Schneidersbachs entsteht im Lorenzer Reichswald westlich der Nürnberger Stadtexklave Brunn im gemeindefreien Staatsforst Brunn aus zwei Quellbächen, die am Nordabhang des vom Brunner Berg (438 m ü. NHN) im Osten sich zu einer Kuppe bei der Roten Marter (ca. 386 m ü. NHN) im Westen ziehenden Hügelrückens entspringen. Zwischen dem Brunner Berg rechts und den Drei Höhen (bis zu 380 m ü. NHN) links läuft der Bach zunächst nordöstlich, rechts von der A 3 begleitet, und nimmt gleich den langen Erlgraben auf, der oben am Hang des Brunner Bergs entspringt. Weiter abwärts vereint er sich neben dem Beginn der Abzweigspur der A 3 zum Nürnberger Kreuz mit dem ebenfalls von rechts kommenden rechten Nebenstrang-Oberlauf Höllgraben, hier erst entsteht der Schneidersbach namentlich.
Der Schneidersbach wendet sich um die Drei Höhen links herum im Haimendorfer Forst auf Nord- und dann Westlauf. Kurz bevor er von diesem Gebiet in den Laufamholzer Forst wechselt, fließt von den Drei Höhen herab gegenüber der immer noch begleitenden A 3 und dem Ortsrand von Schwaig dahinter ein weiterer Bach zu, nach dessen Mündung durchläuft der Schneidersbach zwei langgezogene Weiher. Zwei linke Zuflüsse erreichen ihn dann im  Laufamholzer Forst, nach dem unteren wechselt er seine Laufrichtung auf Nordwesten und verlässt gleich unter der Bahnstrecke Nürnberg–Schwandorf hindurch den letzten der drei gemeindefreien Staatsforste, in denen der größte Teil seines Laufs liegt. In der Siedlungslücke zwischen Schwaig rechts und dem Nürnberger Stadtteil Laufamholz links zieht er auf seinem letzten Kilometer dicht an der Kommunalgrenze entlang überwiegend im Distrikt Freiland des Nürnberger Stadtteils, unterquert die links im Pegnitztal laufende St 2241 (hier: Laufamholzstraße) an deren Auffahrt zur A 3 und mündet dann nach einem kurzen, von einer Baumgalerie eingefassten Wiesenlauf gegenüber dem Wasserwerk Erlenstegen von links in die untere Pegnitz.
Der Schneidersbach fließt größtenteils und ab seinem Namenslauf ganz im großen Trinkwasserschutzgebiet östlich von Nürnberg.

### Einzugsgebiet
Es umfasst etwa 12,6 km² und ist zum allergrößten Teil bewaldet. Die nördliche Wasserscheide trennt vom Einzugsgebiet der aufwärtigen Pegnitz, hinter der östlichen läuft deren linker Zufluss Röthenbach. Die südliche Wasserscheide läuft über den Brunner Berg, die mit 438 m ü. NHN höchste Erhebung im Einzugsgebiet, jenseits von ihr fließt im Osten das Wasser ebenfalls zum Röthenbach, im westlichen dagegen zum Fischbach ab, der auch im Verlauf der folgenden südwestlichen Wasserscheide über seine rechten Zuflüsse konkurriert. Zwischen ihm und dem Schneidersbach hat die abwärtige Pegnitz keine bedeutsamen linken Zuflüsse.

### Zuflüsse
- Erlgraben (rechts)
- Höllgraben (rechts)

### Flusssystem Pegnitz
- Fließgewässer im Flusssystem Pegnitz